# Карен Кокберн
Карен Кокберн  (англ. Karen Cockburn, 2 жовтня 1979) — канадська стрибунка на батуті, олімпійська медалістка.

## Виступи на Олімпіадах
| Олімпіада   | Дисципліна | Місце |
| ----------- | ---------- | ----- |
| Сідней 2000 | особисті   | 3     |
| Афіни 2004  | особисті   | 2     |
| Пекін 2008  | особисті   | 2     |
| Лондон 2012 | особисті   | 4     |